# Petar Šegedin
Petar Šegedin (ur. 14 września 1926 w Orebiciu, zm. 14 października 1994 w Dubrowniku) – chorwacki lekkoatleta reprezentujący Jugosławię, długodystansowiec, medalista mistrzostw Europy z 1950.
Zajął 6. miejsce w biegu na 3000 metrów z przeszkodami na igrzyskach olimpijskich w 1948 w Londynie.
Zdobył srebrny medal w tej konkurencji na mistrzostwach Europy w 1950 w Brukseli, przegrywając jedynie z Jindřichem Roudným z Czechosłowacji, a wyprzedzając Erika Blomstera z Finlandii. Również zdobył srebrny medal w biegu na 3000 metrów z przeszkodami na igrzyskach śródziemnomorskich w 1951 w Aleksandrii. Odpadł w eliminacjach tej konkurencji na igrzyskach olimpijskich w 1952 w Helsinkach.
1 maja 1953 ustanowił w Belgradzie nieoficjalny rekord Europy na tym dystansie czasem 8:47,8 (oficjalne rekordy Europy w tej konkurencji były notowane of 1954).
Zwyciężył w tej konkurencji na igrzyskach bałkańskich w 1953 i 1954.
Był mistrzem Jugosławii w biegu na 3000 metrów z przeszkodami w latach 1947, 1949 i 1951–1953 oraz
w biegu na 5000 metrów w 1948 i 1950.
Oprócz rekordu na 3000 metrów z przeszkodami pięciokrotnie poprawiał rekord Jugosławii w biegu na 5000 metrów, doprowadzając go do wyniku 14:37,6 (30 lipca 1950 w Zagrzebiu).
Jest pochowany w Dubrowniku.